# Torkilstrup Sogn
Torkilstrup Sogn 
ist eine Kirchspielsgemeinde (dän.: Sogn)
auf der Insel Falster im südlichen Dänemark.
Bis 1970 gehörte sie zur Harde Falsters Nørre Herred im damaligen Maribo Amt, danach zur Nørre Alslev Kommune im Storstrøms Amt, die im Zuge der  Kommunalreform zum 1. Januar 2007 in der Guldborgsund Kommune in der Region Sjælland aufgegangen ist.
Im Kirchspiel leben 400 Einwohner (Stand: 1. Januar 2023).
Im Kirchspiel liegt die Kirche „Torkilstrup Kirke“.
Nachbargemeinden sind im Norden Gundslev Sogn, im Osten Lillebrænde Sogn und Maglebrænde Sogn, im Süden Falkerslev Sogn, im Südwesten Eskilstrup Sogn und im Westen Nørre Kirkeby Sogn.